# Konklave 1963

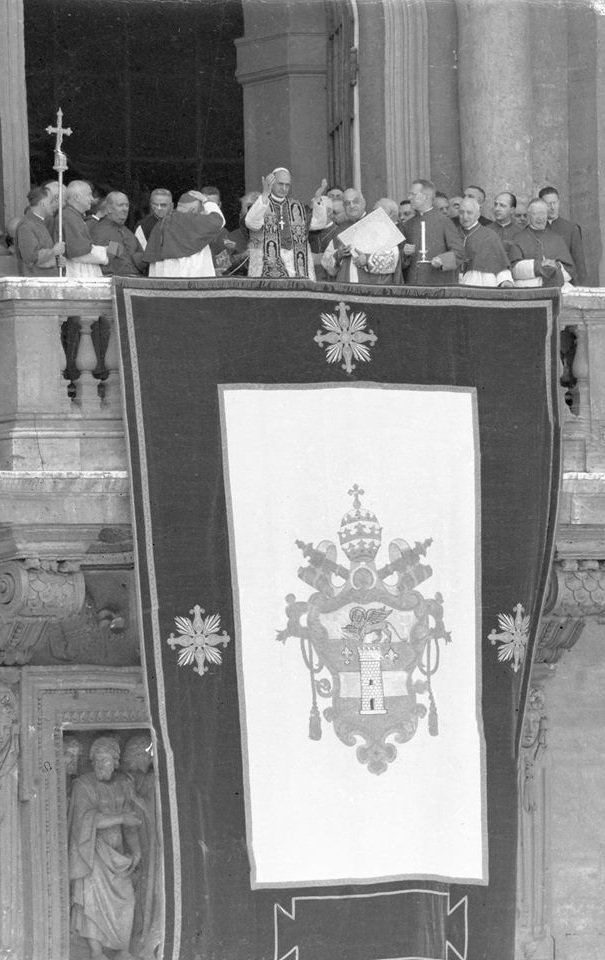
Papst Paul VI. erscheint nach seiner Wahl am 21. Juni 1963 auf der Benediktionsloggia der vatikanischen Petersbasilika

Das Konklave 1963 nach dem Tod von Papst Johannes XXIII. am 3. Juni 1963 begann am 19. Juni 1963. Am 21. Juni 1963, im sechsten Wahlgang, wurde der Erzbischof von Mailand, Giovanni Battista Enrico Antonio Maria Montini, zum neuen Papst gewählt. Er nahm den Namen Paul VI. an.

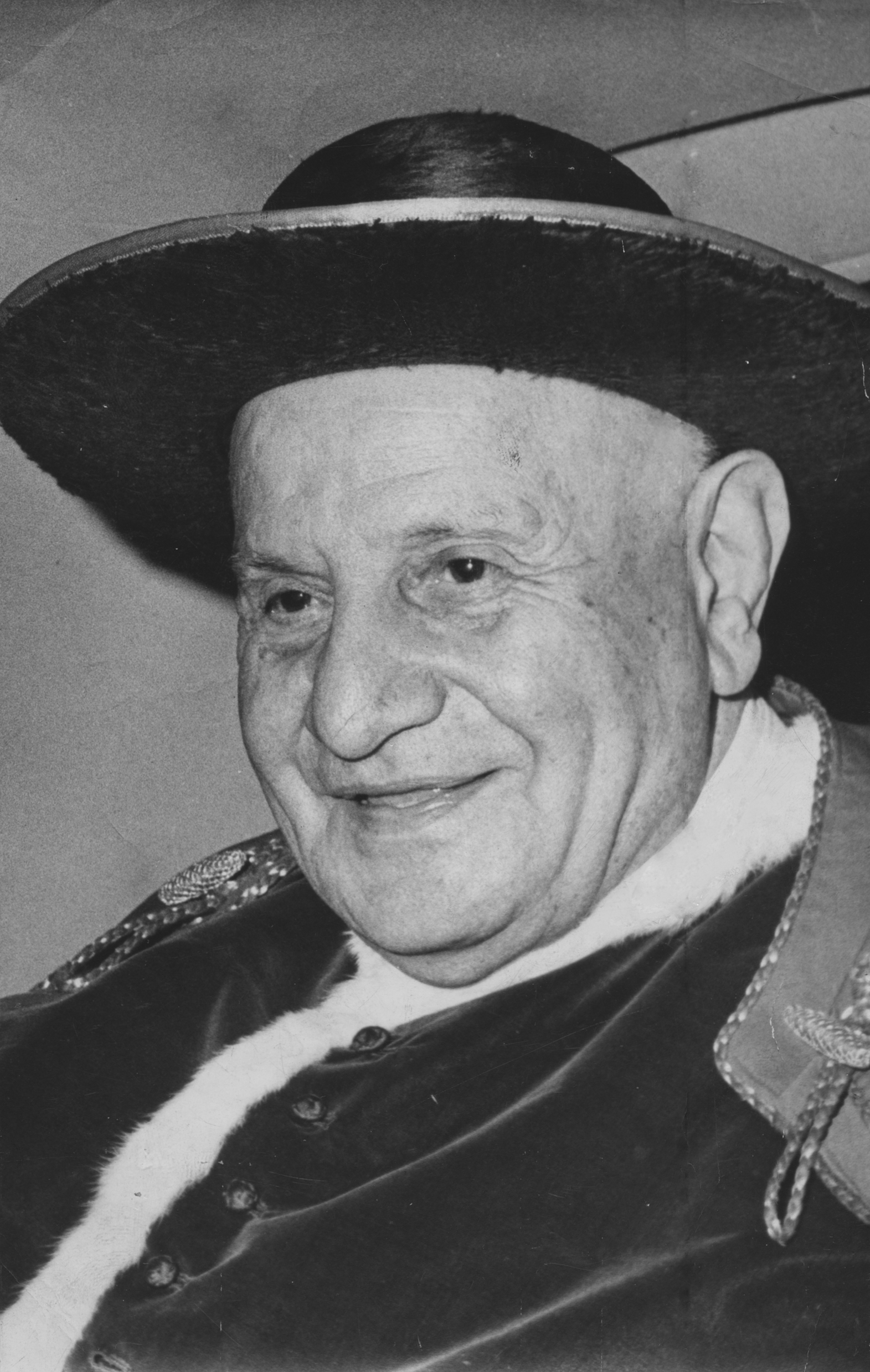
Johannes XXIII. †
Paul VI.
Wappen des Heiligen Stuhls zur Sedisvakanz (Camerlengo Benedetto Aloisi Kardinal Masella)

## Teilnehmende Kardinäle
Bei dem Konklave waren 80 der 82 zur Teilnahme berechtigten Kardinäle anwesend. Es war somit das bis dahin teilnehmerreichste Konklave der Geschichte. Die meisten Kardinäle kamen immer noch aus Italien, Frankreich und Spanien (insgesamt 43). Trotzdem war dieses Konklave mit insgesamt 29 verschiedenen Herkunftsländern von größerer Internationalität gekennzeichnet als die vorherigen. Nur 2 Kardinäle nahmen nicht teil. Es war die letzte Papstwahl, zu der alle Kardinäle wahlberechtigt waren: 1970 führte Paul VI. die Altersbeschränkung von 80 Jahren ein.
- Krikor Bedros XV. Agagianian ( Sowjetunion)
- Anselmo Albareda OSB ( Spanien)
- Bernard Jan Alfrink ( Niederlande)
- Benedetto Aloisi Masella ( Italien)
- Ildebrando Antoniutti ( Italien)
- Antonio Bacci ( Italien)
- Antonio María Barbieri ( Uruguay)
- Augustin Bea SJ ( BR Deutschland)
- Francesco Bracci ( Italien)
- Michael Browne OP ( Irland)
- José María Bueno y Monreal ( Spanien)
- Antonio Caggiano ( Argentinien)
- Alfonso Castaldo ( Italien)
- Fernando Cento ( Italien)
- Carlo Chiarlo ( Italien)
- Amleto Giovanni Cicognani ( Italien)
- Pietro Ciriaci ( Italien)
- Luis Concha Córdoba ( Kolumbien)
- Carlo Confalonieri ( Italien)
- Santiago Luis Copello ( Argentinien)
- Richard Cushing ( Vereinigte Staaten)
- José da Costa Nunes ( Portugal)
- Augusto Álvaro da Silva ( Brasilien)
- Benjamín de Arriba y Castro ( Spanien)
- Jaime de Barros Câmara ( Brasilien)
- Carlos Carmelo de Vasconcelos Motta ( Brasilien)
- Alberto di Jorio ( Italien)
- Peter Tatsuo Doi ( Japan)
- Julius Döpfner ( BR Deutschland)
- Maurice Feltin ( Frankreich)
- Giuseppe Ferretto ( Italien)
- Efrem Forni ( Italien)
- Maurilio Fossati ( Italien)
- Josef Frings ( BR Deutschland)
- José Garibi y Rivera ( Mexiko)
- Pierre-Marie Gerlier ( Frankreich)
- Norman Thomas Gilroy ( Australien)
- Paolo Giobbe ( Italien)
- Manuel Gonçalves Cerejeira ( Portugal)
- Valerian Gracias ( Indien)
- William Theodore Heard ( Vereinigtes Königreich)
- André Jullien PSS ( Frankreich)
- Franz König ( Österreich)
- Juan Landázuri Ricketts OFM ( Peru)
- Arcadio María Larraona CMF ( Spanien)
- Joseph-Charles Lefèbvre ( Frankreich)
- Paul-Émile Léger PSS ( Kanada)
- Giacomo Lercaro ( Italien)
- Achille Liénart ( Frankreich)
- Paolo Marella ( Italien)
- James Charles McGuigan ( Kanada)
- James Francis McIntyre ( Vereinigte Staaten)
- Albert Meyer ( Vereinigte Staaten)
- Clemente Micara ( Italien)
- Giovanni Battista Montini ( Italien) (zu Paul VI. gewählt)
- Francesco Morano ( Italien)
- Alfredo Ottaviani ( Italien)
- Giuseppe Pizzardo ( Italien)
- Enrique Pla y Deniel ( Spanien)
- José Quintero Parra ( Venezuela)
- Fernando Quiroga y Palacios ( Spanien)
- Paul Richaud ( Frankreich)
- Joseph Elmer Ritter ( Vereinigte Staaten)
- Francesco Roberti ( Italien)
- Clément-Émile Roques ( Frankreich)
- Ernesto Ruffini ( Italien)
- Laurean Rugambwa ( Tanganjika)
- Rufino Jiao Santos ( Philippinen)
- Raúl Silva Henríquez SDB ( Chile)
- Giuseppe Siri ( Italien)
- Francis Spellman ( Vereinigte Staaten)
- Léon-Joseph Suenens ( Belgien)
- Ignatius Gabriel I. Tappouni ( Syrien)
- Gustavo Testa ( Italien)
- Thomas Tien Ken-sin SVD ( Volksrepublik China)
- Eugène Tisserant ( Frankreich)
- Luigi Traglia ( Italien)
- Giovanni Urbani ( Italien)
- Valerio Valeri ( Italien)
- Stefan Wyszyński ( Polen)

Von den anwesenden Kardinälen wurden acht (10 %) von Pius XI., siebenundzwanzig (33,75 %) von Pius XII. und fünfundvierzig (56,25 %) von Johannes XXIII. ernannt.

### Verteilung nach Staaten
Die anwesenden Kardinäle waren somit folgendermaßen auf die verschiedenen Länder verteilt:
| Land | anwesende Kardinäle |
| --- | ------------------- |
| Italien | 29                  |
| Frankreich | 8                   |
| Spanien | 6                   |
| Vereinigte Staaten | 5                   |
| Brasilien, BR Deutschland | 3                   |
| Argentinien, Kanada, Portugal | 2                   |
| Australien, Belgien, Chile, Volksrepublik China, Japan, Indien, Irland, Kolumbien, Mexiko, Niederlande, Österreich, Peru, Philippinen, Polen, Schottland, Sowjetunion, Syrien, Tanganjika, Uruguay, Venezuela | 1                   |

### Verteilung nach Kontinenten
| Kontinent               | anwesende Kardinäle |
| ----------------------- | ------------------- |
| Europa                  | 55                  |
| Lateinamerika           | 11                  |
| Kanada und USA          | 7                   |
| Asien                   | 5                   |
| Australien und Ozeanien | 1                   |
| Afrika                  | 1                   |

## Abwesende Kardinäle
Folgende Kardinäle nahmen nicht am Konklave teil:
- József Mindszenty ( Ungarn), fehlte aus politischen Gründen
- Carlos María de la Torre ( Ecuador), fehlte aus gesundheitlichen Gründen

## Verlauf
Bei dem Tod des vorherigen Papstes war das von ihm einberufene Zweite Vatikanische Konzil in vollem Gange. Somit kam der Tod Johannes’ XXIII. für viele unerwartet. Man war darauf bedacht, die Zukunft der Konzilsarbeit zu sichern. Es wurde folglich eine Person gesucht, die die Kraft hatte, das Konzil zu vollenden, ohne den eingeschlagenen Weg des alten Papstes zu verlassen. Dabei hatte der verstorbene Papst durchaus zu erkennen gegeben, dass er sich Kardinal Montini als seinen Nachfolger wünschte.
Das Konklave dauerte zwei Tage und hatte sechs Wahlgänge. Die Favorit für die Nachfolge auf dem Heiligen Stuhl war neben dem Erzbischof von Mailand, Giovanni Montini, der Erzbischof von Bologna, Giacomo Lercaro. Beide entsprachen dem Anforderungsprofil der versammelten Kardinäle, was zumindest Montini noch kurz zuvor durch Äußerungen bestätigt hatte. Beide Anwärter waren allerdings nicht die Favoriten der kurialen Partei, die den Enthusiasmus über das Konzil nicht teilten. Jedoch limitierte die offensichtliche Notwendigkeit, das Konzil fortzuführen, die Zahl der Kandidaten, die diese Gruppe benennen könnte. Trotz entsprechender Bitten von Alfredo Ottaviani wollte Kardinal Agagnianian seine Kandidatur nicht offensiv betreiben. Auch Kardinal Siri hielt den Zeitpunkt für ungeeignet, um selbst als Kandidat aufzutreten. Vor diesem Hintergrund unterstützten die Konservativen den italienischen Kurienkardinal Ildebrando Antoniutti .
Bei 80 anwesenden Kardinälen lag die erforderliche Zwei-Drittel-Mehrheit bei 54 Stimmen. Im ersten Wahlgang erhielt Montini etwa 30, Lercaro und Antoniutti je etwa 20 Stimmen. Einige weitere Stimmen soll Kardinal Luigi Traglia erhalten haben. Dieses Ergebnis wiederholte sich im zweiten Wahlgang. Nach der Mittagspause wurde dann deutlich, dass die Anhänger Lercaros ihre Stimmen auf Montini übertrugen. Dieser erhielt somit eine signifikante Mehrheit an Stimmen, die jedoch für eine erfolgreiche Wahl nicht ausreichte.
Am Abend dieses ersten Tages des Konklaves kam es wohl zu einer Auseinandersetzung unter den Kardinälen. Unter dem Eindruck einer gegen Montinis Kandidatur bestehenden Sperrminorität forderte Kardinal Gustavo Teste seine Amtsbrüder während der Wahl auf, ihren Widerstand aufzugeben. Kardinal Siri protestierte gegen diese Regelverletzung und forderte den Kardinaldekan auf, dem Einhalt zu gebieten. Montini soll hierauf gewillt gewesen sein, seine Kandidatur zurückzuziehen, um nicht der Anlass von Streitigkeiten zu sein, daran aber durch den Patriarchen von Venedig, Kardinal Giovanni Urbani gehindert worden sein ("Eminenza, Lei stia zitto" – "Euer Eminenz, halten Sie den Mund").
Nach der Darstellung seines Freundes, des siebenmaligen italienischen Premierministers Giulio Andreotti ging Montini nach dem ersten Tag des Konklaves auf seine innerkirchlichen Gegner zu und machte ihnen Angebote der Zusammenarbeit. Insbesondere habe er dem Kardinalstaatssekretär Giovanni Cicognani versprochen haben, ihn im Amt des Staatssekretärs zu belassen. Jedenfalls gaben die Konservativen um Alfredo Ottaviani am zweiten Tag des Konklaves ihren Widerstand auf. Im sechsten Wahlgang erhielt Montini 57 Stimmen und war somit zum Nachfolger des Apostels Petrus gewählt. Nach dem französischen Kirchenhistoriker Philippe Levillain soll Montini sogar 60 Stimmen erhalten haben.